# Lucien Cossou
Lucien Cossou (Marsiglia, 29 gennaio 1936) è un ex calciatore francese, di ruolo centrocampista.

## Carriera
Fu due volte campione di Francia (1961, 1963) e vinse per due volte la Coppa di Francia (1960, 1963).

## Palmarès

### Club

#### Competizioni nazionali
- Campionato francese: 2

Monaco: 1960-1961, 1962-1963
- Coppa di Francia: 2

Monaco: 1959-1960, 1962-1963
- Supercoppa francese: 1

Monaco: 1961
- Coppa Charles Drago: 1

Monaco: 1961